# The Genius：黑色石榴石第八回合
《The Genius：黑色石榴石》（韓語：더 지니어스: 블랙 가넷），是韓國TVN電視台的心理戰遊戲綜藝節目《The Genius》系列第三季，逢周三晚間11點30分（韓國時間）播出，邀請13位各界精英參賽，透過遊戲進行玩家間的心理攻防戰，每集淘汰一名參賽者。遊戲最初每位玩家都有一個寶石籌碼，每個寶石籌碼價值100萬韓圜，玩家通過遊戲賺取寶石籌碼，最終勝利時可以兌換相應金額的獎金。

《The Genius：黑色石榴石》（韓語：더 지니어스: 블랙 가넷）第八回合於2014年11月19日首播。該回合的主要競賽 (Main Match)是《投資與捐款》（韓語：투자와 기부），死亡競賽 (Death Match)是《記憶迷宮》（韓語：기억의 미로）。
本回合優勝者為：吳賢玟,本回合最終淘汰者為：申雅英。

## 主要競賽：投資與捐款

### 遊戲規則
1. 遊戲一共有九回合。
2. 玩家在遊戲開始前將獲得10張1,000元，10張5,000元，4張10,000元和1張50,000元的虛擬貨幣，合共15萬元。
3. 每回合，玩家都要獨自輪流進入莊家房和選擇將現金投資或捐款。
4. 玩家可以選擇同時投資和捐款，只投資，只捐款，或不作任何投資和捐款。
5. 遊戲中不設找換。玩家也不可以私下找換或轉讓虛擬貨幣。
6. 當所有玩家都完成交易，該回合就結束。
7. 該回合投資最多的玩家成為大股東，捐款最小的玩家成為守財奴。
8. 如果玩家同時是大股東和守財奴，他將只會成為大股東，而該回合捐款第二小的將成為守財奴。
9. 如果兩名或以上同時投資最多的玩家，他們將不會成為大股東，而該回合投資第二多的玩家將成為大股東。
10. 如果兩名或以上同時捐款最小的玩家，他們全部都會成為守財奴。
11. 在發佈結果時，大股東和守財奴的身份將被公開。投資的總額和捐款的總額都會被公佈。
12. 遊戲結束後，成為守財奴最高次數的玩家成為淘汰候選人，無論他成為了多少次大股東。相反，成為大股東最高次數的玩家成為優勝者和獲得1個黑色石榴石。
13. 每名玩家成為大股東1次，就將獲得1個石榴石。

### 遊戲過程
| 回合 | 大股東 | 守財奴                                 | 投資總額 | 捐款總額 |
| ---- | ------ | -------------------------------------- | -------- | -------- |
| 01   | 吳賢玟 | 張東民                                 | 61,000   | 38,000   |
| 02   | 河戀姝 | 金宥賢，張東民                         | 75,000   | 15,000   |
| 03   | 吳賢玟 | 崔連勝                                 | 21,000   | 21,000   |
| 04   | 吳賢玟 | 金宥賢                                 | 41,000   | 70,000   |
| 05   | 申雅英 | 金宥賢，河戀姝，崔連勝                 | 81,000   | 3,000    |
| 06   | 吳賢玟 | 金宥賢，河戀姝，崔連勝，申雅英，張東民 | 30,000   | 0        |
| 07   | 崔連勝 | 金宥賢，張東民，申雅英，吳賢玟         | 62,000   | 1,000    |
| 08   | 無     | 金宥賢，張東民，河戀姝，崔連勝         | 100,000  | 8,000    |
| 09   | 張東民 | 金宥賢，河戀姝，崔連勝，申雅英，吳賢玟 | 176,000  | 0        |

主要競賽結果
| 名次 | 玩家   | 大股東次數 | 守財奴次數 | 成績             |
| ---- | ------ | ---------- | ---------- | ---------------- |
| 01   | 吳賢玟 | 4          | 1          | 優勝者           |
| 02   | 申雅英 | 1          | 3          | 死亡競賽指定對手 |
| 03   | 河戀姝 | 1          | 4          | 安全             |
| 04   | 張東民 | 1          | 5          | 豁免             |
| 04   | 崔連勝 | 1          | 5          | 安全             |
| 06   | 金宥賢 | 0          | 7          | 淘汰候選人       |

石榴石數目
| 玩家       | 最初紅色石榴石數目 | 變化     | 最終紅色石榴石數目 | 最初黑色石榴石 | 變化 | 最終黑色石榴石數目 |
| ---------- | ------------------ | -------- | ------------------ | -------------- | ---- | ------------------ |
| 吳賢玟     | 8                  | +14 1    | 22                 | 3              | +1   | 4                  |
| 崔連勝     | 6                  | +102，3  | 16                 | 1              | +13  | 2                  |
| 河戀姝     | 12                 | 0 2      | 12                 | 0              | 0    | 0                  |
| 張東民     | 7                  | +1       | 8                  | 0              | 0    | 0                  |
| 申雅英     | 9                  | +1/ -102 | 0                  | 0              | 0    | 0                  |
| 金宥賢     | 8                  | -8 3     | 0                  | 1              | -13  | 0                  |
|            |                    |          |                    |                |      |                    |
| 石榴石數目 | 50                 | +8       | 58                 | 6              | +1   | 7                  |

注解 

^1  申雅英將所有石榴石交給吳賢玟托管。

^2  河戀姝給予崔連勝（1個）在第七回合承諾的石榴石。

^3  金宥賢將所有石榴石交給崔連勝托管。

## 死亡競賽：記憶迷宮

### 遊戲規則
1. 遊戲在一個7乘7的黑白棋盤上進行。
2. 棋盤上一共有32個虛擬牆壁。
3. 兩名玩家從起點到終點的最短路程是一樣長度的。
4. 玩家每輪可以步行3格，但不可以走對角綫。如果走進了虛擬牆壁，警號就會響起，玩家將要回到起點，然後，對方開始。如果成功步行3格，就在該格停止，然後，對方開始。
5. 每名玩家都有兩個雙倍步行的機會，可以在使用的該一輪步行6格。
6. 第一名成功到達他的目標對角終點就獲勝。

### 遊戲結果
金宥賢，申雅英
| 玩家   | 勝負       |
| ------ | ---------- |
| 金宥賢 | 優勝者     |
| 申雅英 | 最終淘汰者 |

石榴石數目
| 玩家       | 最初紅色石榴石數目 | 變化 | 最終紅色石榴石數目 | 最初黑色石榴石數目 | 變化 | 最終黑色石榴石數目 |
| ---------- | ------------------ | ---- | ------------------ | ------------------ | ---- | ------------------ |
| 吳賢玟     | 22                 | 01   | 22                 | 4                  | 0    | 4                  |
| 河戀姝     | 12                 | 0    | 12                 | 0                  | 0    | 0                  |
| 張東民     | 8                  | 0    | 8                  | 0                  | 0    | 0                  |
| 金宥賢     | 0                  | +82  | 8                  | 0                  | +22  | 2                  |
| 崔連勝     | 16                 | -82  | 8                  | 2                  | -12  | 1                  |
|            |                    |      |                    |                    |      |                    |
| 申雅英     | 0                  | 0    | 淘汰               | 0                  | 0    | 淘汰               |
|            |                    |      |                    |                    |      |                    |
| 石榴石數目 | 58                 | 0    | 58                 | 7                  | +1   | 8                  |

注解 

^1  申雅英給吳賢玟處理她的石榴石的權利。

^2  崔連勝將金宥賢托管的石榴石全數歸還。

## 資料來源
1. ↑  .   [2014-12-23]. （原始内容存档于2014-10-19）.
2. ↑  .   [2017-09-06]. （原始内容存档于2015-04-20）.
3. ↑  .   [2014-12-23]. （原始内容存档于2014-12-23）.
4. ↑  .   [2014-12-23]. （原始内容存档于2014-12-23）.

節目內容、參賽者資料、遊戲規則資訊來自 The Genius 遊戲的法則官方網站（页面存档备份，存于）